# Cirsotrema cloveri
Cirsotrema cloveri is een slakkensoort uit de familie van de Epitoniidae. De wetenschappelijke naam van de soort is voor het eerst geldig gepubliceerd in 2002 door Brown.